# Walter Reppe

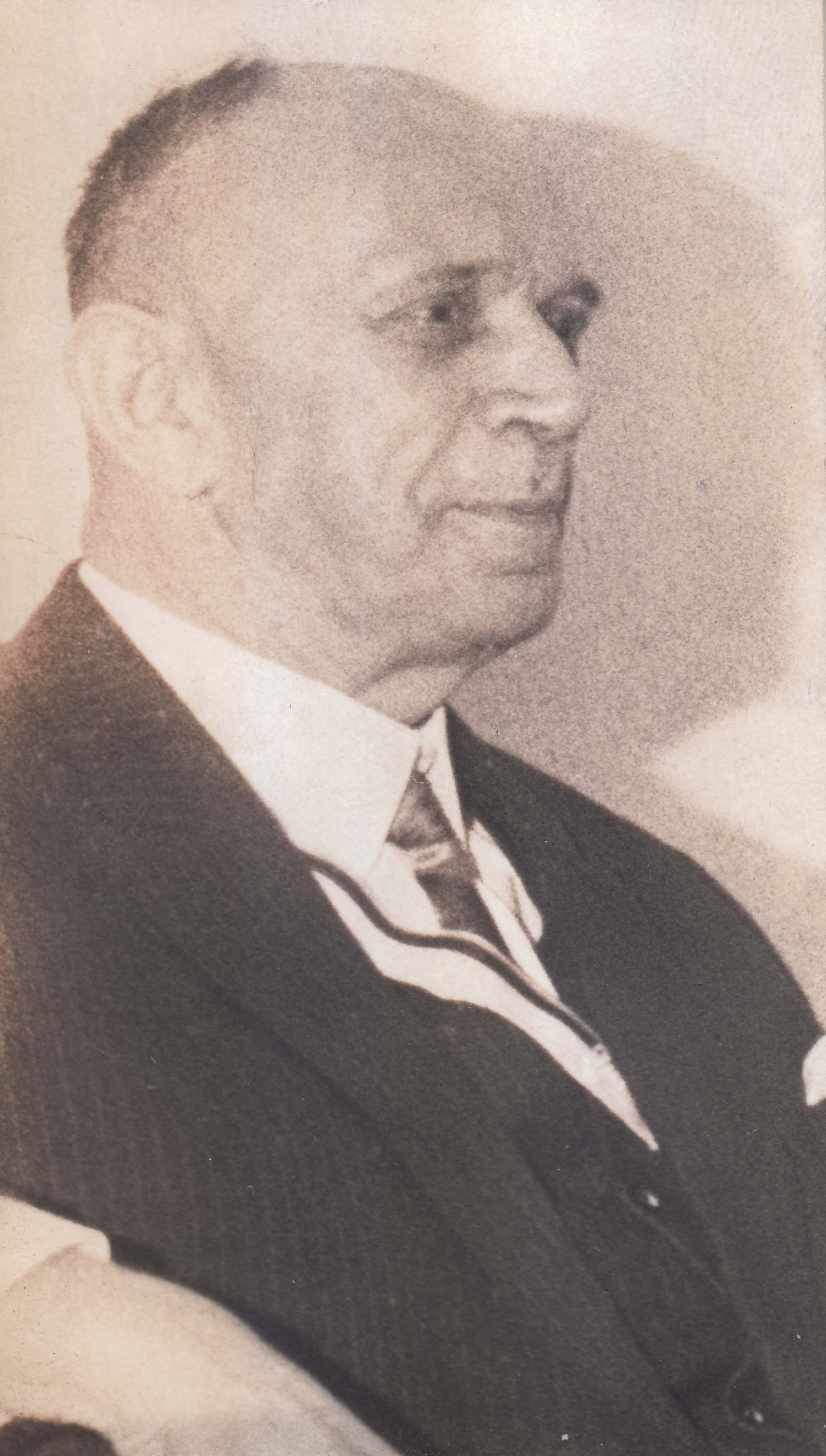
Walter Reppe

Walter Reppe (* 29. Juli 1892 in Göringen; † 26. Juli 1969 in Heidelberg) war als deutscher Chemiker ein Vertreter der modernen Verfahrenstechnik, er hat die Chemie des Acetylens wesentlich entwickelt.

## Leben und Wirken

### Anfänge
Walter Reppe begann 1911 mit seinem Studium der Naturwissenschaften, insbesondere der Chemie an der Universität Jena. Während seines Studiums wurde er 1911 Mitglied der Landsmannschaft Hercynia Jena. Er musste sein Studium aufgrund des Ersten Weltkriegs unterbrechen und setzte es dann in München fort, wo er 1920 von Kurt Heinrich Meyer (1883–1952) mit der Arbeit Über die Reduktionsstufen von Derivaten der Salpetersäure zum Dr. phil. promoviert wurde.

### BASF
1921 ging Reppe zur BASF, wo er zunächst im Hauptlaboratorium arbeitete. Ab 1923 beschäftigte er sich dort im Indigo-Labor mit der Farbstoffchemie und der katalytischen Dehydratisierung von Formamid zu Blausäure, wobei er dieses Verfahren für den großtechnischen Einsatz entwickelte. 1924 verließ er die Forschung, um zehn Jahre lang die Lösungsmittel- und Kunststoffbetriebe in der Indigo-Abteilung zu leiten, erst 1934 beschäftigte er sich wieder mit der chemisch-technologischen Forschung. 1937 wurde er Prokurist des nun als I.G. Farben erheblich erweiterten Unternehmens, 1938 Leiter des Hauptlaboratoriums des Ludwigshafener Werks der I.G. Farben und 1939 dessen Direktor. Am 2. Juli 1941 beantragte er die Aufnahme in die NSDAP und wurde zum 1. Oktober desselben Jahres aufgenommen (Mitgliedsnummer 9.014.826). Im Jahr 1942 wurde er zum Mitglied der Leopoldina gewählt.

### Acetylenchemie
1928 fing Reppe damit an, sich mit Acetylen zu beschäftigen, ein Gas, das sich mit seiner Reaktionsfreude für Synthesen aufdrängte, aus dem gleichen Grund aber leicht Explosionen verursacht. Wegen dieser Gefahr forschte man mit dem Gas nur wenig und stets ohne Anwendung hoher Drücke. Es war verboten, Acetylen über 1,5 at zu komprimieren. Reaktionen mit solch niedrigen Drücken entsprachen allerdings ganz und gar nicht den Traditionen bei der BASF, auch konnte man so keine verfahrenstechnisch brauchbaren Resultate erwarten. Reppe äußerte sich hierzu 1949 rückblickend: „Es ergab sich deshalb die Notwendigkeit, mit allen überlieferten Anschauungen zu brechen und zunächst einmal den Acetylen-Zerfall unter Berücksichtigung der verschiedensten Versuchsbedingungen von Grund auf zu studieren, um geeignete Sicherheitsmaßnahmen zu ermitteln, die ein gefahrloses Arbeiten auch im großtechnischen Maßstab ermöglichte.“ Hierzu konstruierte Reppe spezielle Reagenzgläser, die sogenannten „Reppe-Gläser“, das waren V2A-Edelstahl-Kugeln mit Schraubverschluss, die Hochdruck-Reagenzversuche erlaubten. Die Bemühungen endeten schließlich mit einer großen Anzahl an Reaktionen, die sich verfahrenstechnisch elegant miteinander verbinden ließen und zur Bezeichnung „Reppe-Chemie“ führten. Kennzeichnenderweise befanden sich die „Reppe-Labore“ immer im obersten Geschoss der BASF-Forschungsgebäude.

### Nachkriegszeit
Nach seiner Internierung durch die alliierten Besatzungsmächte leitete Walter Reppe von 1949 bis zu seiner Pensionierung 1957 die Forschung der BASF, von 1952 bis 1966 saß er im Aufsichtsrat, ab 1951 war er Honorarprofessor an der Universität Mainz, ab 1952 auch an der TH Darmstadt. Er erhielt zahlreiche Preise und Auszeichnungen, u. a. wurde ihm 1949 die Carl-Friedrich-Gauß-Medaille, 1952 das Große Verdienstkreuz mit Stern der Bundesrepublik Deutschland und die DECHEMA-Medaille sowie 1960 der Siemens-Ring verliehen. 1949 wurde er Ehrendoktor der TU München und der Universität Heidelberg.

## Reppe-Chemie
Unter Reppe-Chemie versteht man das Arbeiten mit Acetylen unter erhöhtem Druck, wobei Schwermetallacetylide (insbesondere Kupferacetylid) oder Metallcarbonyle und -carbonylwasserstoffe als Katalysator Verwendung finden. Dabei gibt es vier große Arbeitsgebiete:

### Hydrocarboxylierung
Hier am Beispiel der Acrylsäure- und Acrylsäureester-Herstellung:

### Cyclisierung/cyclisierende Polymerisation
Hier am Beispiel Benzol- und Cyclooctatetraen-Herstellung:
Aus diesen Hauptreaktionen ergeben sich zahlreiche Produkte, die zumeist für weitere Verfahren dienen, aus denen sich schließlich Lacke, Klebstoffe, Spritzgussmassen, Schaumstoffe, Textilfasern und Medikamente erzeugen lassen.

## Veröffentlichungen (Auswahl)
- Walter Reppe, Otto Schlichting, Karl Klager, Tim Toepel: Cyclisierende Polymerisation von Acetylen. I Über Cyclooctatetraen. In: Justus Liebigs Annalen der Chemie. Band 560, Nr. 1, 1948, S. 1–92, doi:10.1002/jlac.19485600102.
- Walter Reppe, Otto Schlichting, Herbert Meister: Cyclisierende Polymerisation von Acetylen. II Über die Kohlenwasserstoffe C10H10, C12H12 und Azulen. In: Justus Liebigs Annalen der Chemie. Band 560, Nr. 1, 1948, S. 93–104, doi:10.1002/jlac.19485600103.
- Walter Reppe, Walter Joachim Schweckendiek: Cyclisierende Polymerisation von Acetylen. III Benzol, Benzolderivate und hydroaromatische Verbindungen. In: Justus Liebigs Annalen der Chemie. Band 560, Nr. 1, 1948, S. 104–116, doi:10.1002/jlac.19485600104.
- Walter Reppe: Neue Entwicklungen auf dem Gebiet der Chemie des Acetylen und Kohlenoxyds. Springer, Berlin / Göttingen / Heidelberg 1949.

## Ehrungen
Eine Straße in der Maxdorfer BASF-Siedlung wurde ihm zu Ehren „Walter-Reppe-Straße“ benannt.
1960 wurde er mit dem Werner-von-Siemens-Ring ausgezeichnet.